# Жиронский беатус
Жиронский беатус — испанский беатус, созданный в 975 году на территории современной Каталонии, Испания.

## История
Согласно заметкам в конце манускрипта, рукопись была заказана неким аббатом и была завершена примерно в 975 году, скорее всего, в монастыре близ Жироны. Писец идентифицирован как старший пресвитер, и, что необычно, включены имена двух художников-иллюминаторов: Ende pintrix et dei aiutrix — «Энде, художница и слуга Бога» и «Эметерий, монах и пресвитер». Согласно вышеизложенному тексту, мастером-иллюминатором является женщина, что дня средневековой Европы довольно необычно. История знает не много подобных примеров, одним из которых является немецкая монахиня из Вестфалии Гуда.

## Описание
Рукопись состоит из 284 листов и 184 сохранившихся миниатюр, хотя существует предположение, что миниатюр могло быть и больше. Она включает два текста: «Комментарий на Апокалипсис» Беата Лиебанского и комментарий Иеронима Стридонского к Книге пророка Даниила.
Книга оформлена согласно традициям раннего средневековья, однако некоторые изображения рукописи указывают на обширные познания художника-иллюминатора в области исламского искусства того времени, несмотря на то, что общий стиль манускрипта отражает развитие искусства в Северной Европе в период Раннего средневековья.

## Галерея

Арабский всадник на коне. Одна из миниатюр Жиронского беатуса
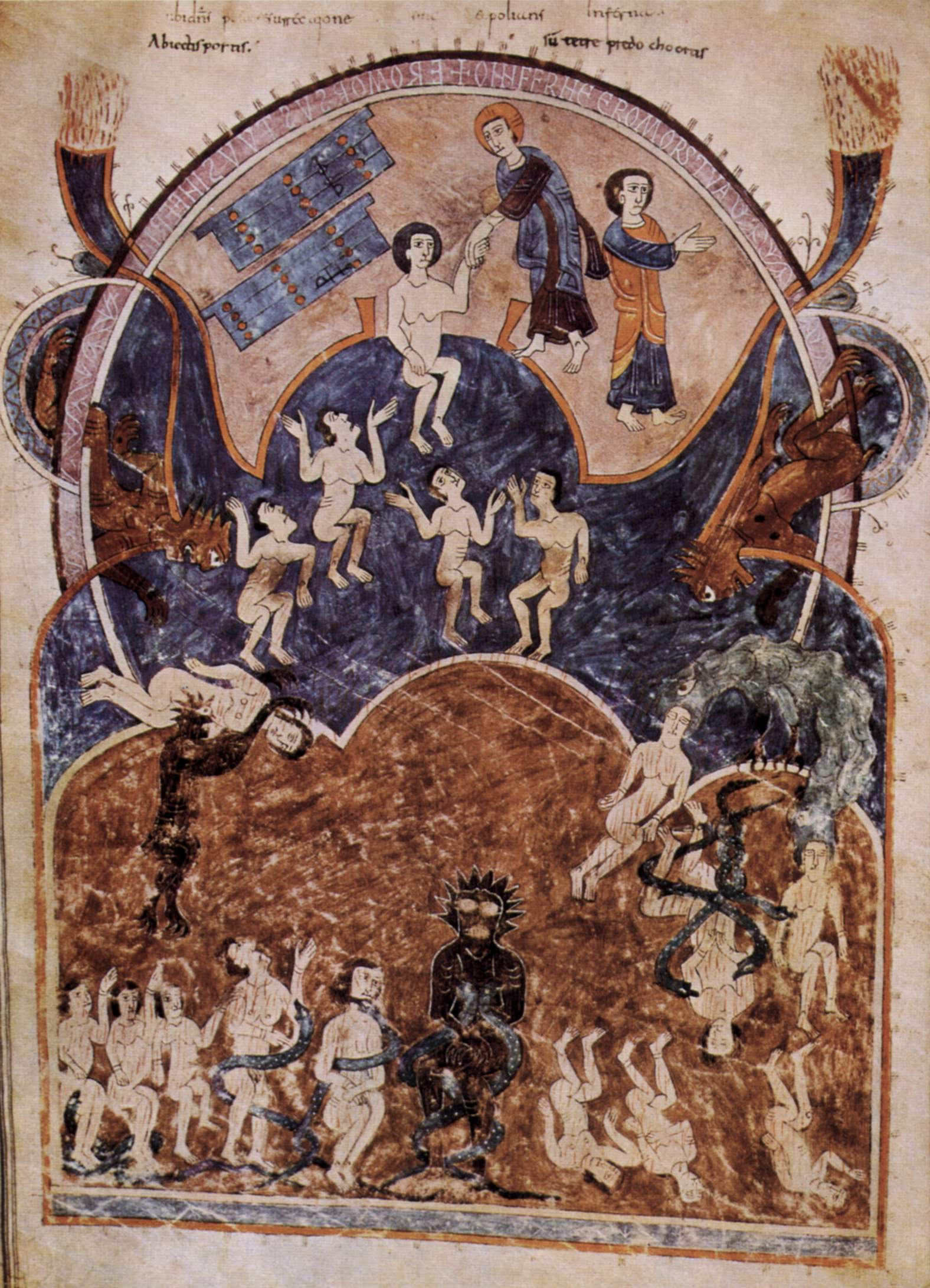
Страшный суд
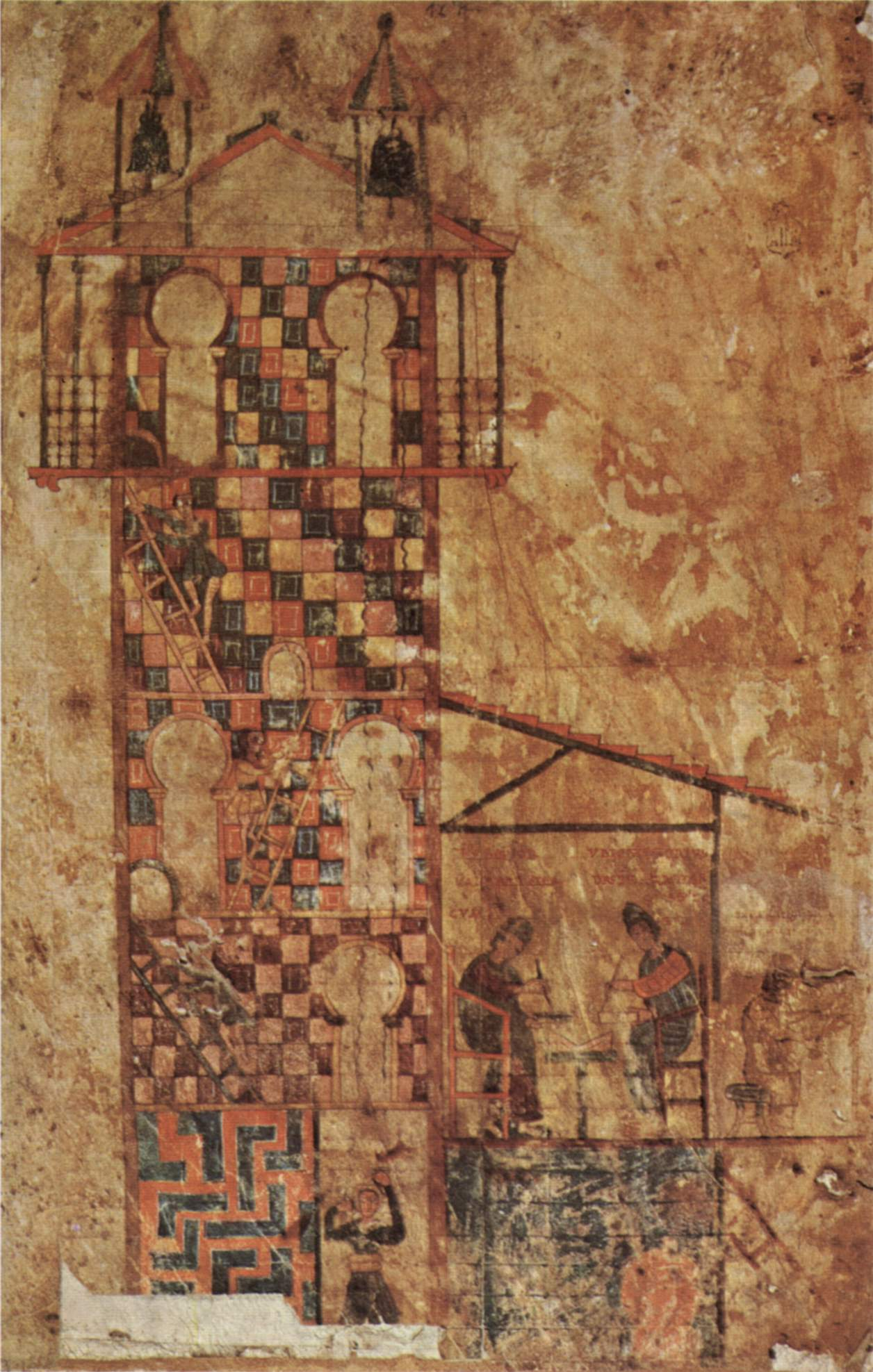
Скрипторий. По одной из версий, двое изображённых — автопортреты иллюминаторов рукописи
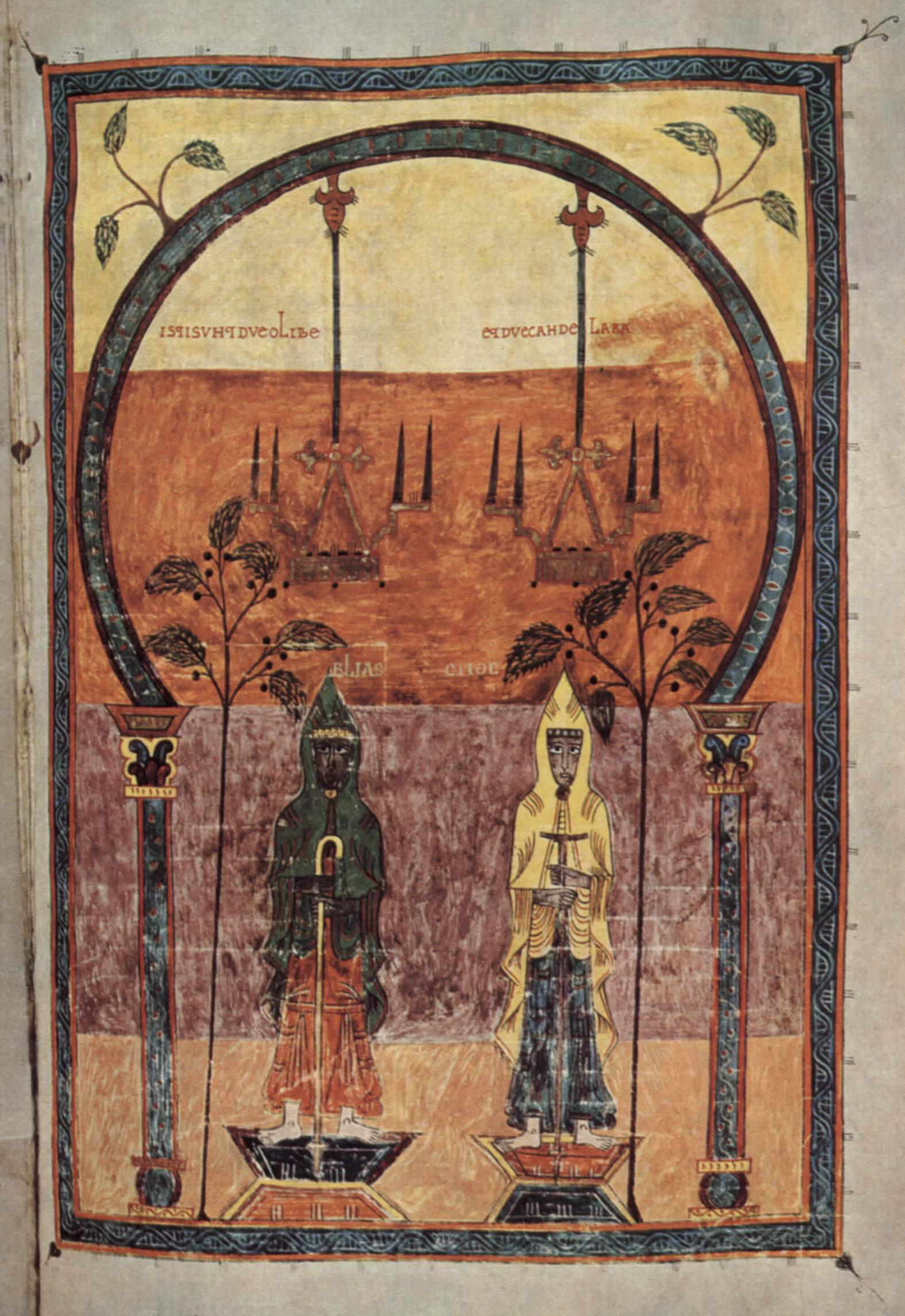
Двое свидетелей
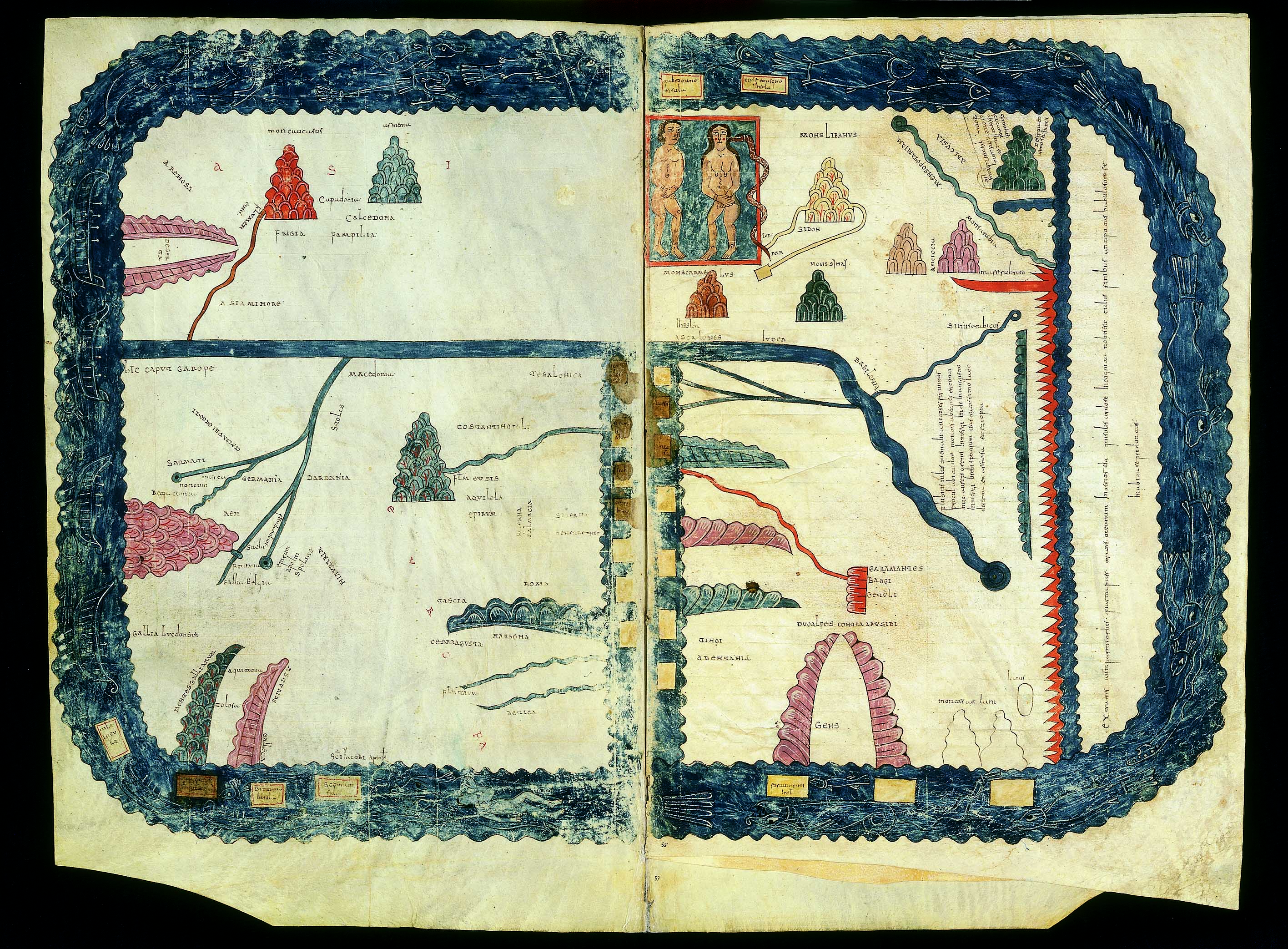
Карта мира. Миниатюра показывает географическое представление людей Раннего средневековья о мире